# تلامس الرؤوس

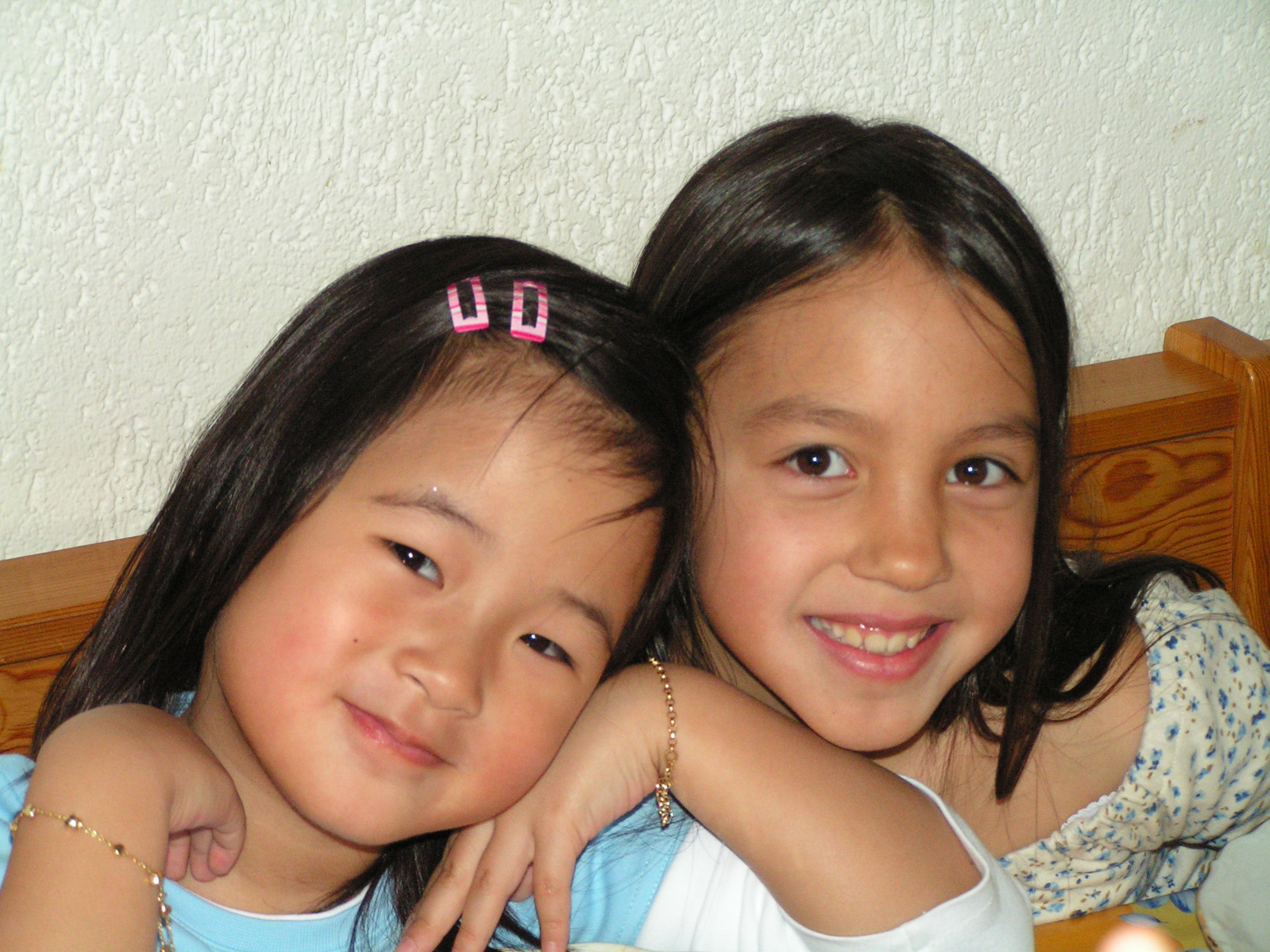
تلامس الرؤوس دليل علي المشاعر الإيجابية

تلامس الرؤوس (بالإنجليزية: Touching heads)‏ هو طريقة فريدة خاصة بالنوع البشري للتعبير عن المشاعر، ويستخدمها كل البشر بغض النظر عن العمر والجنس والنوع، ويُعد تلامس لرؤس وسيلة من وسائل التعبير عن المشاعر الإيجابية.